# Proutictis latefasciata
Proutictis latefasciata är en fjärilsart som beskrevs av Otto Staudinger 1896. Proutictis latefasciata ingår i släktet Proutictis och familjen mätare. Inga underarter finns listade i Catalogue of Life.